# Јошавка Доња
Јошавка Доња је насељено мјесто у општини Челинац, Република Српска, БиХ. Према попису становништва из 2013. у насељу је живјело 746 становника.

## Географија
Јошавка захвата геопростор између 44°43'12" сјеверне географске ширине и 17°27'49" источне географске дужине. Смјештена је у средишњем дијелу општине Челинац, која се налази у Бањалучкој регији. У односу на добојско-бијељинску регију има периферни положај. Јошавка захвата површину од око 150 km². Границе иду сливом рјечице Јошавке, развуђем према Турјаници на сјеверу, Врбање на југу и Шњеготине и Укрине на истоку. Од Бањалуке је удаљена 27 км и са Челинцом и Бањалуком је повезује регионални пут и жељезнички пут према Добоју.

## Историја
Назив Јошавка први пут се спомиње у Турском попису из 1691. године, као једно он насељених мјеста.

##### Период Аустроугарске
Анексијом Босне и Херцеговине у састав Аустроугарске монархије улази и Јошавка.
Године 1890. Аустроугарска гради цесту Бања Лука — Челинац — Котор Варош, а један крак у дужини од 25 км од Челинца одвојен је уз рјечицу Јошавку према Тромеђи, како би се олакшао извоз шуме из Јошавке и Шњеготине. На сјечи, лагеровању и обради дрвета било је запослено 250 Јошављана. Године 1900. у Јошавки је изграђена и почела са радом најмодернија пилана тог времена у овом дијелу Босне и Херцеговине, у којој је радило 300 радника.
Аустроугарска је 1900. године отворила прву школу на овом подручју, у насељу Јеловача.

##### Краљевина СХС
Кроз Први свјетски рат, двадесетак добровољаца из Јошавке одлази на Солунски фронт и прикључује се Српској војци.
Формирањем Краљевине Југославије и новом територијалном организацијом формирана је општине Јошавка.

##### Други свјетски рат
Догађаји у Јошавци почетком Другог свјетског рата, никако се не могу посматрати изоловано од збивања на ширем југословенском простору. Градња пруге Бања Лука — Добој кроз Јошавку непосредно пред рат омогућила је да се у том крају почну окупљати чланови Комунистичке партије гдје је ширила своје идеје. Међу њима је био и Ђуро Пуцар Стари који је чак у Јошавки отворио и ковачку радњу само за те потребе и из ње руководио партијским радом.
Прва оружана акција у Јошавки извршена је 15. септембра 1941. године када је нападнута и освојена жандармеријска станица.
У близини школе на Липовцу (узвишење изнад Челинца), 5. марта отворила се борба из између, очито неопрезне, групе партизана и четника. Др Младен Стојановић је тешко рањен у главу, а погинуло је једанаест партизана. Одатле су Младена донијели у стару општинску зграду у Челинац. Неколико дана касније др Младен је премјештен у кућу Данила Вуковића у Горњу Јошавку, гдје се и опоравио. Лијечила га је др Даница Перовић, партизански љекар.
У ноћи између 30. и 31. марта, дошли су Драгутин Антонић из Јошавке и Славко Јунгић из Челинца и рекли да су од Раде добили наређење да Младена доведу у његов штаб око два километра даље. Младен није хтио поћи и они су од њега узели пиштољ и пушку и отишли.
Првог априла 1942. године, вратила се група четника са наредбом да доведу Младена у Радин штаб. У кућу Данила Вуковића ушли су Станко Врховац и Тривун Моравац из прњаворског села Кокори. Наредили су Михајлу Гаврићу и Гаври Бајићу да Младена ставе на ћебе и изнесу га из куће. Однијели су га око двије стотине метара даље у поток и стријељали. Учесници и свједоци догађаја тврде да се овдје радило искључиво о неодговорности и хировитости једне групе, а никако о наређењу и принципу Раде Радића, односно четничког вођства.
Наредног дана извршена је подјела између партизана и четника, на Равној Гори изнад Челинца.
Станко Врховац и Тривун Моравац су касније погинули. Славко Јунгић је послије рата ухваћен у сјечи шуме у Славонији и осуђен као првооптужени за Младеново убиство, на двадесет, а одлежао је петнаест година. Умро је, а није му се испунила жеља да се објави његово свједочење. Драгутин Антонић је у исто вријеме осуђен на петнаест, а одлежао је дванаест година.

##### СФРЈ
Године 1953, новом територијалном подјелом СФРЈ, Јошавка улази у састав новоформиране општине Челинац.

##### Република Српска
Јошавка је дала огроман допринос у Одбрамбено-отаџбинском рату, дајући 39 живота за одбрану и очување Републике Српске.

## Становништво
| Јошавка Доња Попис 2013: Укупно 746 становника |              |                |                |
| Година пописа                                  | 1991.        | 1981.          | 1971.          |
| Срби                                           | 937 (97,91%) | 2.208 (91,89%) | 2.403 (99,13%) |
| Хрвати                                         | 2 (0,21%)    | 4 (0,16%)      | 3 (0,12%)      |
| Југославени                                    | 9 (0,94%)    | 164 (6,82%)    | —              |
| Остали                                         | 9 (0,94%)    | 27 (1,12%)     | 18 (0,74%)     |
| Укупно                                         | 957          | 2.403          | 2.424          |

- На пописима 1971. и 1981. Јошавка Доња и Јошавка Горња биле су јединствено пописно подручје.

## Познати Јошављани
- Раде Радић, вођа устанка 1941—1945.
- Рајко Кузмановић, предсједник Републике Српске, академик, доктор права, политичар, предсједник Академије и наука Републике Српске.
- Драго Бранковић, академик, декан Филозофског факултета Универзитета у Бањој Луци
- Радомир Тривић, политичар
- Славица Личина, уредник и водитељ на Радију и Телевизији Републике Српске
- Срђан Иванковић, футсал репрезентативац БиХ